# Lloseta (revista)
La revista Lloseta va començar a sortir el desembre de 1983. És de periodicitat mensual i forma part de l'Associació de la Premsa Forana de Mallorca. Del del seu inici, el director n'és Pau Reynés Villalonga.
És una revista independent d'informació local referida al municipi de Lloseta. És bilingue amb escrits en català i altres en castellà

## Història
Al setembre de 1991 es va editar un especial número 100 amb articles d'opinió de diferents personalitats.
Al gener de 2006 s'edità el número 300.
Al 2008 va celebrar el 25è aniversari amb una exposició fotogràfica i altres actes.
Avui dia (2018) duu 35 anys i més de 460 números editats. Els editats entre el 1983 i 1995 es poden consultar en línia a través de la digitalització de la Universitat de les Illes Balears.

## Seccions
- Es moix de Son Cadell
- Agenda mensual
- Na Floquets
- L'espai dels partits polítics a Lloseta
- La veu dels que no parlen
- L'Ajuntament de Lloseta informa
- Esports
- Cultura
- Es racó de s'escola
- Ni verd ni madur
- Finestra oberta
- Tercera edad
- Parròquia
- Demografía
- Estel del cocó